# Michel Lodewijks
Michel Henricus Cornelis Lodewijks (Westerhoven, 1 april 1930 - Roermond, 8 december 2005) was een Nederlands politicus.
Lodewijks was een ervaren Roermondse bestuurder die vier jaar Eerste Kamerlid was namens de VVD. Van huis uit was hij landmeter en als ingenieur betrokken bij de ruilverkaveling. Hij was bijna zeventien jaar gedeputeerde van Limburg, eerst van economische zaken en de laatste vier jaar van verkeer en waterstaat. Ook als Eerste Kamerlid was hij woordvoerder voor waterstaat. Hield zich daarnaast bezig met natuur- en milieubeleid.
- Biografisch Portaal: 74359921
- Parlement.com: vg09llq10azk